# DMZ박물관
DMZ박물관은 강원특별자치도 고성군에 있는 박물관이다.

## 연혁
- 2001년 8월 〈남북관광교류타운〉 조성 방침 결정. (DMZ박물관 포함)
- 2006년 3월 박물관 착공.
- 2008년 11월 박물관 준공.
- 2009년 7월 박물관 등록.
- 2009년 8월 14일 개관.

## 시설 현황
- 지상 3층 (1,848.62m2): 전시관, 뮤지엄샵(카페테리아)
- 지상 2층 (5,887.74m2): 전시관, 영상관, 다목적센터, 매표소
- 지상 1층 (2,600.60m2): 기계실, 전기실, 사무실, 수장고(192.64m2)

## 관람 안내
관람 시간
- 3월 1일 ~ 10월 31일: 09:00 ~ 18:00
- 11월 1일 ~ 2월 28일: 09:00 ~ 17:00
- 매표마감시간: 관람시간 종료 1시간 전
- 관람소요시간: 40분 ~ 1시간 30분

휴관일
- 1월 1일
- 매주 월요일